# Сулув (Любуське воєводство)
Сулув (пол. Sułów) — село в Польщі, у гміні Жепін Слубицького повіту Любуського воєводства.
Населення — 221 особа (2011).
У 1975-1998 роках село належало до Гожовського воєводства.

## Демографія
Демографічна структура станом на 31 березня 2011 року:
|          | Загалом | Допрацездатний вік | Працездатний вік | Постпрацездатний вік |
| -------- | ------- | ------------------ | ---------------- | -------------------- |
| Чоловіки | 112     | 21                 | 81               | 10                   |
| Жінки    | 109     | 26                 | 60               | 23                   |
| Разом    | 221     | 47                 | 141              | 33                   |